# Роберто Де Дзерби
Роберто Де Дзерби (на италиански: Roberto De Zerbi) е бивш италиански футболист и настоящ треньор. От началото на сезон 2024–25 ръководи тима на Олимпик Марсилия.[източник? (Поискан преди 128 дни)]

## Успехи

### Като футболист
Клуж
- Шампион на Румъния (2): 2009-10, 2011-12
- Носител на Купата на Румъния (1): 2009-10

### Като треньор
Фоджа
- Шампион на Серия Ц (1): 2015-16

 Шахтьор Донецк
- Носител на Суперкупата на Украйна (1): 2021-22